# 진선규
진선규(陳善圭, 1977년 9월 13일~)는 대한민국의 배우이다.
2000년 연극배우로 데뷔한 그는 2017년 영화 《범죄도시》에서 악역 연기로 2017년 청룡영화상 남우조연상을 수상하였다.

## 학력
- 진해중학교 졸업
- 진해고등학교 졸업
- 한국예술종합학교 연극원 연기과 졸업

## 출연 작품

### 영화
- 2008년 《좋은놈 나쁜놈 이상한놈》 ... 귀시장 패거리 역
- 2011년 《풍산개》 ... 북파공작원 고문하는 북한군 역
- 2011년 《마마》 ... 동숙 주치의 역
- 2012년 《개들의 전쟁》 ... 충모 역 (본작의 서브 주인공)
- 2012년 《아부의 왕》 ... 터널 기자 역
- 2012년 《화차》 ... 사무장 역
- 2014년 《관능의 법칙》 ... 김대리 역
- 2014년 《찌라시: 위험한 소문》 ... 남흥 역
- 2015년 《도리화가》 ... 교지관리 역
- 2015년 《극적인 하룻밤》 ... 커피남 역
- 2016년 《사냥》 ... 김중현 (양순 부) 역
- 2016년 《터널》 ... 장비 책임자 역
- 2017년 《특별시민》 ... 길수 역
- 2017년 《불한당: 나쁜 놈들의 세상》 ... 보안계장 역
- 2017년 《범죄도시》 ... 위성락 역(본작의 중간 보스 1이자 메인 빌런의 오른팔, 장첸의 오른팔)
- 2017년 《남한산성》 ... 초관 이두갑 역
- 2017년 《꾼》 ... 사촌형 역(특별출연)
- 2018년 《허스토리》 ... 사진사 (목소리) 역
- 2018년 《암수살인》 ... 조 형사 역
- 2018년 《완벽한 타인》 ... 페북남 (목소리) 역
- 2018년 《동네사람들》 ... 곽병두 역 (본작의 서브 빌런)
- 2018년 《출국》 ... 김참사 보디가드 3 / 꽁치 역
- 2019년 《극한직업》 ... 마봉팔 형사 역(본작의 남주인공, 첫 천만영화)
- 2019년 《사바하》 ... 해안스님/이정범 역
- 2019년 《돈》 ... 박창구 역
- 2019년 《로망》 ... 젊은 조남봉 역(우정출연)
- 2019년 《롱 리브 더 킹: 목포 영웅》 ... 조광춘 역 (본작의 메인 빌런이자 페이크 최종 보스)
- 2019년 《암전》 ... 김재현 역
- 2019년 《퍼펙트맨》 ... 대국 역
- 2021년 《승리호》 ... 타이거 박 (박경수) 역 (본작의 서브 남주인공)
- 2021년 《태일이》 ... 아버지 역
- 2022년 《킹메이커》 ... 오프닝 농부 역(우정출연)
- 2022년 《공조 2: 인터내셔날》 ... 장명준 역 (2편의 메인 빌런이자 최종 보스)
- 2022년 《압꾸정》 ... 브로커 역(특별출연)
- 2023년 《카운트》 ... 박시헌 역 (본작의 남주인공)
- 2023년 《달짝지근해: 7510》 ... 병훈 역
- 2024년 《외계+인 2부》 ... 능파 역
- 2024년 《전,란》 ... 김자령 역
- 2024년 《아마존 활명수》 ... 빵식 역 (본작의 서브 주인공)
- 2025년 《킹 오브 킹스》 ... 예수 역 (목소리)
- 2025년 《남편들》
- 개봉 미정 《너와 나의 계절》 ... 김현식 역

### 드라마
- 2010년 KBS2 주말연속극 《결혼해주세요》 ... 피디 역
- 2010년 MBC 수목드라마 《로드 넘버원》 ... 2소대 이병 고만용 역
- 2012년 SBS 수목 대기획 드라마 《대풍수》 ... 이한백 역
- 2012년 MBC 주말 특별기획 드라마 《무신》 ... 갑이 역
- 2014년 OCN 일요드라마 《귀신 보는 형사 처용》 ... 이근희 역
- 2014년 SBS 수목드라마 《쓰리 데이즈》 ... 문신남 킬러 역
- 2014년~2015년 MBC 월화드라마 《오만과 편견》 ... 주윤창 역(특별출연)
- 2015년 MBC 주말연속극 《여자를 울려》 ... 황경수 역
- 2015년 JTBC 토일드라마 《송곳》
- 2015년 SBS 월화드라마 《육룡이 나르샤》 ... 남은 역
- 2016년 MBC 주말 특별기획 드라마 《결혼계약》 ... 오미란의 주치의 역
- 2016년 SBS 월화드라마 《닥터스》 ... 김치현 역
- 2016년 tvN 금토드라마 《안투라지》 ... CJ 투자팀장 역
- 2017년 JTBC 금토드라마 《맨투맨》
- 2017년 tvN 토일드라마 《명불허전》 ... 연이 부 역
- 2018년 tvN 토일드라마 《무법 변호사》 ... 박문성 역(특별출연)
- 2018년 tvN 토일드라마 《미스터 션샤인》 ... 구동매의 아버지 역
- 2019년 Netflix 《킹덤》 ... 덕성 역
- 2019년 JTBC 금토드라마 《멜로가 체질》 ... 드라마 남자 주인공 역
- 2021년 tvN 토일드라마 《빈센조》 ... 김종만 역(특별출연)
- 2021년 SBS 금토드라마 《원 더 우먼》 ... 치킨 배달부 역(특별출연)
- 2022년 SBS 금토드라마 《악의 마음을 읽는 자들》 ... 국영수 역
- 2022년 KBS2 수목드라마 《너에게 가는 속도 493KM》 ... 횟집 사장 역(특별출연)
- 2022년 Disney+ 《카지노》 … 소진석 역(특별출연)
- 2022년 TVING 오리지널 드라마 《몸값》 ... 노형수 역
- 2022년 tvN 월화드라마 《연예인 매니저로 살아남기》 ... 진선규 역(특별출연)
- 2023년 SBS 금토드라마 《악귀》 … 구강모 역(특별출연)
- 2023년 JTBC 토일드라마 《킹더랜드》... 경찰 역(특별출연)
- 2023년 tvN 토일드라마 《경이로운 소문 2: 카운터 펀치》 … 마주석 역
- 2025년 채널A 토일드라마 《마녀》 … 황정식 역(특별출연)
- 2025년 MBC 금토드라마 《노무사 노무진》 ... 노우진 역 (특별출연)
- 2025년 Netflix 오리지널 드라마 《애마》 … 구중호 역
- 2025년 Netflix 오리지널 드라마 《자백의 대가》 … 장정구 역

### 방송
- 2017년 MBC 《무한도전》- 게스트
- 2018년, 2020년 JTBC《방구석1열》- 게스트
- 2018년 JTBC 《뭉쳐야뜬다》- 게스트
- 2019년 SBS 《런닝맨》- 게스트
- 2019년 《6자회담》- 전화출연
- 2021년~2022년 《미운 우리 새끼》- 스페셜MC
- 2022년 SBS 《꼬리에 꼬리를 무는 그날 이야기》- 게스트
- 2022년 SBS 《유퀴즈 온 더 블럭》 - 게스트
- 2022년 tvN 《텐트 밖은 유럽》- 고정 출연
- 2023년 SBS 《집사부일체2》 - 게스트
- 2023년 JTBC 《아는형님》- 게스트
- 2023년 tvN 《텐트 밖은 유럽 노르웨이편》- 고정 출연
- 2023년 MBC 《훅 까놓고 말해서》- 게스트
- 2023년 MBC 《전지적 참견 시점》- 게스트
- 2024년 SBS 《더 매직스타》 - 심사위원
- 2024년 유튜브 《핑계고》 - 게스트

### 연극
- 2000년 《보이첵》
- 2001년 《공포의 꽃가게》
- 2001년 《햄릿인 블루》
- 2002년 《우리나라 우투리》
- 2002년 《오랑캐 여자 옹녀》
- 2002년 《마당을 나온 암탉》
- 2003년 《드레싱...해드릴까요?》
- 2003년 《델라구아다》
- 2003년 《희랍극의 연인들》
- 2004년 《쑥부쟁이》
- 2004년 《하륵이야기》
- 2006년 《더 마스크》 ... 청소할아범 역
- 2007년 《칠수와 만수》
- 2007년~2008년 《내 마음의 안나푸르나》 ... 사위 역
- 2008년 《우리 노래방 가서... 얘기 좀 할까?》 ... 아버지 역
- 2009년 《우리 노래방 가서... 얘기 좀 할까?》 ... 노래방 주인 역
- 2009년 《늘근도둑 이야기》 ... 덜 늙은 도둑 역
- 2011년 《대머리 여가수》 ... 서씨 역
- 2011년 《너와 함께라면》 ... 아버지 역
- 2011년 《너와 함께라면》 ... 코이소 쿠니타로 역
- 2012년 《칠수와 만수》 ... 만수 역
- 2012년 《거기》 ... 병도 역
- 2013년~2016년 《나와 할아버지》 ... 할아버지 역
- 2013년 《선녀씨 이야기》 ... 종우 역
- 2013년 《올모스트 메인》 ... EAST 역
- 2014년 《가을 반딧불이》 ... 분페이 역
- 2014년 《우리 노래방가서 얘기 좀 할까》
- 2014년 《뜨거운 여름》 ... 재희 역
- 2015년 《난쟁이들》 ... 빅 역
- 2015년 《뜨거운 여름》 ... 재희 역
- 2017년 《신인류의 백분토론》 ... 전진기 역
- 2020년 《우리 노래방가서 얘기좀 할까》 ... 민재 역
- 2024년 《꽃, 별이 지나》 ... 정후 역

### 뮤지컬
- 2004년~2012년 《거울공주 평강이야기》 ... 야생소년 역
- 2007년 《김종욱 찾기》 ... 멀티맨 역
- 2009년 《점점》 ... 김보살 역
- 2012년 《리걸리 블론드》 ... 에밋 역
- 2013년~2014년 《아가사》 ... 로이 역
- 2014년 《여신님이 보고 계셔》 ... 이창섭 역
- 2021년 《태일》 ... 태일 역

## 수상 및 후보
| 연도 | 시상식                          | 부문                                       | 작품                  | 결과 |
| ---- | ------------------------------- | ------------------------------------------ | --------------------- | ---- |
| 2008 | 제5회 밀양여름공연예술축제      | 젊은 연기자상                              | 빈칸                  | 수상 |
| 2017 | 제38회 청룡영화상               | 남우조연상                                 | 범죄도시              | 수상 |
| 2018 | 제9회 올해의 영화상             | 남우조연상                                 | 범죄도시              | 수상 |
| 2018 | 제54회 백상예술대상             | 영화부문 남자 조연상                       | 범죄도시              | 후보 |
| 2018 | 제23회 춘사영화제               | 남우조연상                                 | 범죄도시              | 후보 |
| 2018 | 제55회 대종상                   | 남우조연상                                 | 범죄도시              | 후보 |
| 2018 | 제2회 더 서울어워즈             | 영화부문 남우조연상                        | 범죄도시              | 후보 |
| 2019 | 제55회 백상예술대상             | 영화부문 남자 조연상                       | 극한직업              | 후보 |
| 2019 | 제24회 춘사영화제               | 남우조연상                                 | 극한직업              | 후보 |
| 2019 | 2019 올해의 브랜드 대상         | 올해의 영화배우                            | 극한직업              | 수상 |
| 2019 | 제28회 부일영화상               | 남우조연상                                 | 극한직업              | 후보 |
| 2019 | 제28회 부일영화상               | 남자 인기스타상                            | 극한직업              | 후보 |
| 2019 | 제39회 한국영화평론가협회상     | 남우조연상                                 | 극한직업              | 수상 |
| 2019 | 제40회 청룡영화상               | 남우조연상                                 | 극한직업              | 후보 |
| 2019 | 제10회 대한민국 대중문화예술상  | 문화체육관광부장관 표창                    | 빈칸                  | 수상 |
| 2020 | 제56회 대종상                   | 남우조연상                                 | 극한직업              | 수상 |
| 2021 | 제42회 청룡영화상               | 남우조연상                                 | 승리호                | 후보 |
| 2022 | 제8회 에이판 스타 어워즈        | 미니시리즈부문 남자 우수연기상             | 악의 마음을 읽는 자들 | 수상 |
| 2022 | SBS 연기대상                    | 미니시리즈 장르·판타지부문 남자 우수연기상 | 악의 마음을 읽는 자들 | 수상 |
| 2023 | 제2회 청룡시리즈어워즈          | 남우주연상                                 | 몸값                  | 후보 |
| 2023 | 제59회 대종상                   | 시리즈 남우상                              | 몸값                  | 후보 |
| 2023 | 2023 대한민국 퍼스트브랜드 대상 | 남자배우 OTT부문                           | 몸값                  | 수상 |
| 2023 | SBS 연기대상                    | 베스트 퍼포먼스상                          | 악귀                  | 수상 |
| 2024 | SBS 연예대상                    | 쇼·버라이어티부문 남자 신인상              | 더 매직스타           | 수상 |